# Єврейські гаучо
Єврейські гаучо (ісп. gauchos judíos, ладіно gauchos djudíos) — єврейські іммігранти, які оселилися в родючих регіонах Аргентини в сільськогосподарських колоніях, заснованих Єврейською колонізаційним товариством.
Товариство було засновано бароном Морісом де Гіршем, єврейсько-французьким промисловцем, який розбагатів на будівництві залізниць у Росії. Після смерті свого сина Гірш вирішив допомогти євреям з Російської Імперії (здебільшого з Поділля та Бессарабії), Румунії та інших країн Східної Європи й купив понад 80 000 гектарів землі в Аргентині. Серед заснованих ним колоній — Колонія-Лапін і Рівера в провінції Буенос-Айрес, Басавільбасо в провінції Ентре-Ріос.
Перші вісім сімей прибули до Аргентини в жовтні 1888 року. У серпні 1889 року 824 єврейських іммігрантів прибули з Росії на пароплаві «Везер» і оселилися в колонії Мойсес-Віль у провінції Санта-Фе.
Після значних конфліктів з місцевими гаучо, єврейські іммігранти були неохоче прийняті ними. Колоністи також почали об'єднувати свої ресурси для купівлі насіння, і в Басавільбасо в 1900 році вони заснували Sociedad Agricola Israelita, перший кооператив в Латинській Америці. Сьогодні, однак, мало що залишилося від колись процвітаючої єврейської громади міста. Єврейський центр зараз є «соціальним клубом», відкритим як для євреїв, так і для неєвреїв. В журналі «South American Explorer» у 1978 році Девід Шнайдер писав:
|  | Менш ніж за 80 років тисячі євреїв перетнули океан, оселилися в аргентинській пампі, виростили дітей, процвітали й пішли далі, залишивши після себе обвітрені та порожні синагоги, закриті школи, зачинені бібліотеки. |

Темі єврейських гаучо присвячено кілька книг і фільмів. Книга «Єврейські гаучо в пампасах» Альберто Герчуноффа — це серія віньєток про життя штетлів в Аргентині, вперше опублікована в 1910 році. 1975 року книга була перетворена на музичну комедію під назвою «Єврейські гаучо» (ісп. Los gauchos judíos). Фільм був знятий режисером Хуаном Хосе Хусідом з Хосе Соріано, Джиною Марією Ідальго та Віктором Лапласом у головних ролях. 2004 року було знято документальний фільм «Спадщина», який тривав майже 10 років і включав інтерв'ю з багатьма літніми «єврейськими гаучо».